# Communauté de communes du Villefranchois (Tarn)
Pour les articles homonymes, voir Communauté de communes du Villefranchois.
La  communauté de communes du Villefranchois  est une ancienne communauté de communes française, située dans le département du Tarn.
Elle a fusionné au 1er janvier 2013 avec la communauté de communes des Monts-d'Alban pour former la Communauté de communes des Monts-d'Alban et du Villefranchois.

## Composition
Elle était composée des 5 communes suivantes :
| Nom                              | Code Insee | Gentilé         | Superficie (km2) | Population (dernière pop. légale) | Densité (hab./km2) |
| -------------------------------- | ---------- | --------------- | ---------------- | --------------------------------- | ------------------ |
| Villefranche-d'Albigeois (siège) | 81317      | Villefranchiens | 22,09            | 1 238 (2014)                      | 56                 |
| Ambialet                         | 81010      | Ambialetois     | 30,04            | 459 (2014)                        | 15                 |
| Bellegarde                       | 81026      |                 | 11,10            | 441 (2013)                        | 40                 |
| Mouzieys-Teulet                  | 81190      | Mouzieissois    | 13,21            | 445 (2014)                        | 34                 |
| Marsal                           | 81155      |                 | 8,29             | 273 (2013)                        | 33                 |